# Головчанський Всеволод Ілларіонович
Все́волод Іларіо́нович Головча́нський (нар. 19 серпня 1946 — пом. 20 червня 2005) — голова виконавчого комітету Первомайської міської ради, згодом — міський голова міста Первомайська Миколаївської області.

## Біографія
Народився 19 серпня 1946 року в місті Первомайську Миколаївської області. Закінчив Первомайську середню школу № 17.
Трудову діяльність розпочав в Первомайському БМУ-4. Пройшов шлях від кранівника до директора підприємства.
Закінчив Первомайський факультет Одеського інституту холодильної промисловості.
У січні 1991 року обраний головою виконавчого комітету Первомайської міської ради. У квітні 1991 року обраний головою міської ради. У 1996 році пішов у відставку з посади міського голови.
З 1996 по 2005 рік займав посаду начальника Первомайського управління експлуатації газового господарства.
Обирався депутатом Первомайської міської та районної рад, Миколаївської обласної ради.
Помер 20 червня 2005 року. Похований на Богопільському православному кладовищі.

## Нагороди
- Заслужений будівельник України (2004)[1].
- Орден «2000-ліття Різдва Христова» 3-го ступеня.
- Медаль «За заслуги перед містом» (2006, посмертно)[2].

## Пам'ять
З 2006 року проводиться щорічний турнір з футболу серед юнаків пам'яті В. І. Головчанського.